# Грушово
Грушово (до 1995 — Грушеве) — село в Україні, у Закарпатській області, Тячівському районі. Входить до складу Тересвянської селищної громади. Герб села промовистий. Молодь в Грушові особливо полюбляє мотоспорт. В кожного достойного хлопця є мотоцикл.

## Географія
Грушово розташоване на правому березі річки Апшиці, що є правою притокою річки Тиси.
У селі струмок Потець впадає у річку Апшицю.

## Герб
Щит розтятий зеленим і лазуровим. У першій частині золота підвищена груша (герб є промовистим) з двома такими ж листами, що супроводжується знизу двома срібними хвилеподібними балками. У другій частині золотий палаючий меч.Щит розтятий зеленим і лазуровим. У першій частині золота підвищена груша з двома такими ж листами, що супроводжується знизу двома срібними хвилеподібними балками. У другій частині золотий палаючий меч.

## Історія
Є відомості із археологічних джерел, що перші поселення на території села відносяться до середини першого тисячоліття, тобто V—VI століття нашої ери, коли йшло велике переселення народів, у пошуках нових земель. Очевидно, частина переселенців облюбувала гору, на якій росло безліч диких груш, а в низу текли дві чисті річки, і залишились тут на завжди. Вирили перші землянки, потім почали будувати кам'яно — глиняні хатинки, обробляти землю, збирати садовину, випасати худобу, ловити рибу та займатись промислами.
Коли виникло село і звідки походить його назва, невідомо. Але існує легенда про виникнення назви села. Коли козаки їхали за сіллю, то тут зупинялись під великою старою грушею, щоб втамувати голод. Тому й назвали це місце Грушеве. Але це, поки, легенда.
Село Грушеве та Грушевський монастир на його території вперше згадуються в історичних хроніках як спалені золотоординськими нападниками у XIII столітті, а в 1307 році — як відроджені.
Впродовж XIV століття Грушеве належало мармароським воєводам, а від 1404 р. — Грушевському православному монастирю (в 1390 році засновано Грушевське абатство).
На думку окремих вчених, монастир у Грушеве міг бути заснований ще в XI ст. — після відходу монголо-татар з Угорщини грушівські монахи скаржилися угорському королю про втрату дарчих грамот (1240 рік). Таким чином, з XIII століття існує письмова згадка. У XVII столітті монастир перетворився на центр першодрукарства «руською» мовою на Закарпатті, але наприкінці століття був знищений єзуїтами. Відродили монастир лише у наш час. З 2006 року в Грушеве постійно проживають монахи. Після знищення Грушевського монастиря єзуїтами село перейшло у власність феодалів Довгаїв.

## Населення

### Мова
Розподіл населення за рідною мовою за даними перепису 2001 року:
| Мова            | Кількість | Відсоток |
| --------------- | --------- | -------- |
| українська      | 5734      | 97.24%   |
| румунська       | 83        | 1.41%    |
| російська       | 68        | 1.15%    |
| угорська        | 4         | 0.07%    |
| білоруська      | 3         | 0.05%    |
| вірменська      | 1         | 0.02%    |
| словацька       | 1         | 0.02%    |
| інші/не вказали | 3         | 0.04%    |
| Усього          | 5897      | 100%     |

## Храми

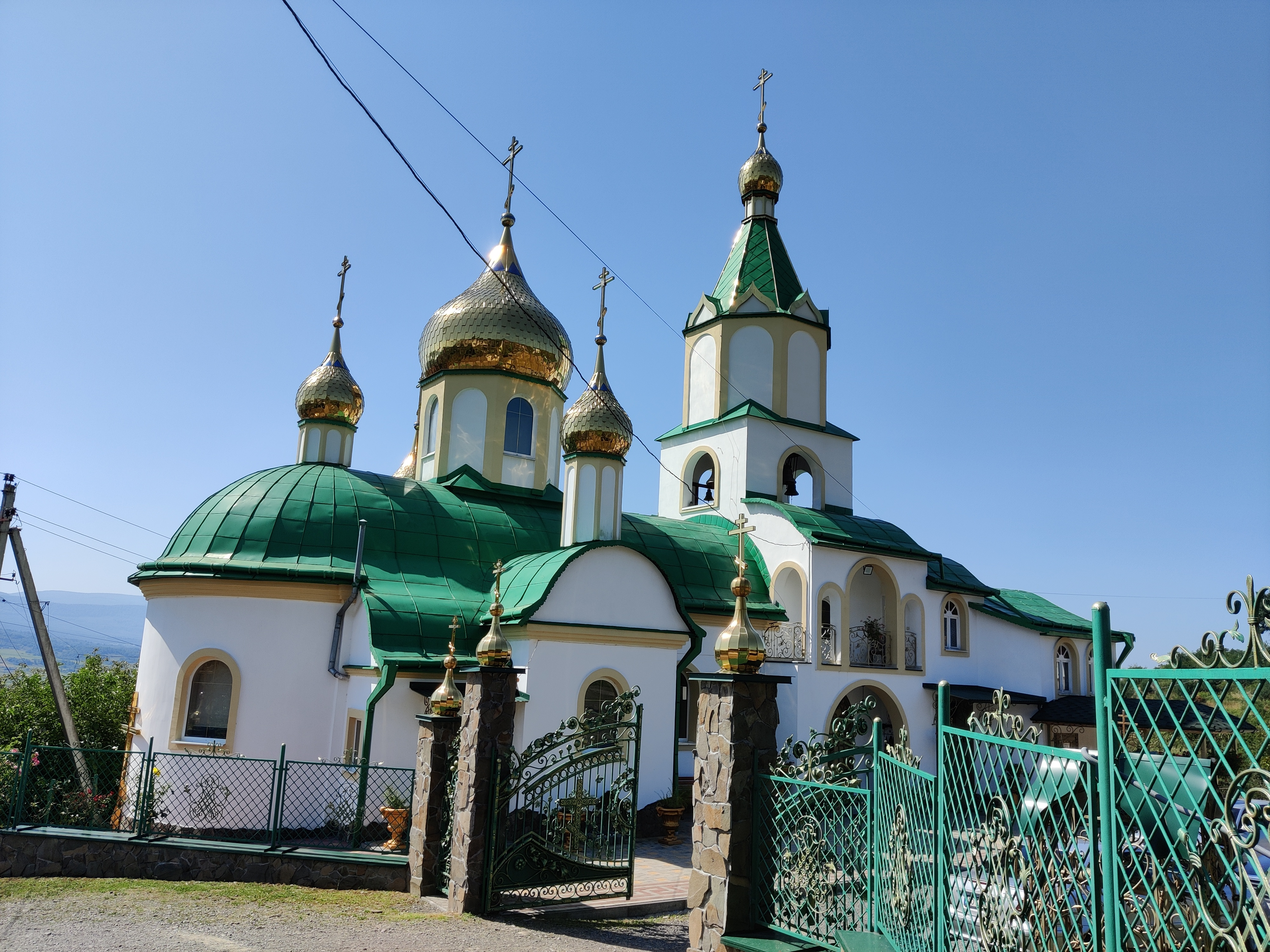
Грушівський Архангела Михаїла чоловiчий монастир

На думку окремих вчених, монастир у Грушеве міг бути заснований ще в XI ст. — після відходу монголо-татар з Угорщини грушівські монахи скаржилися угорському королю про втрату дарчих грамот (1240 рік). Скарга настоятеля цього монастиря до короля Бейли IV про напад монголо-татар свідчить про те, що існування Божого храму не виключено. Зараз цей документ зберігається в Будапешті. Крім того, є цікавий документ, оригінал якого є в актах константинопольських патріархів. Він розказує про належність земель до монастиря. На прохання румунської держави їм зробили копію. Є ще 11 грамот, які говорять про те, що королі підтверджували існування в Грушеві монастиря. Є ще 15 тонн документів, які неперевірені. Можливо, з часом, коли люди почнуть цінувати свою культуру, цей про Таким чином, з XIII століття існує письмова згадка. У XVII столітті монастир перетворився на центр першодрукарства «руською» мовою на Закарпатті, але наприкінці століття у 1664 році був знищений єзуїтами. Відродили монастир лише у наш час. З 2006 року в Грушеве постійно проживають монахи. Після знищення Грушевського монастиря єзуїтами село перейшло у власність феодалів Довгаїв.
Грушівський монастир набув важливого значення у половині XIV ст., після того як волоський воєвода Сас († 1364) взяв Грушівську обитель під свою охорону й розбудував новий монастир. Опісля його сини, воєвода Балица і Драг, спорудили монастирську церкву й забезпечили Грушівський монастир посілостями трьох сіл, а саме: Грушева, Кривого та Тересви, як також млином на річці Сопунка, де вона впадає у Тису.
У 1391 році воєвода Драг, хоробрий з хоробрих, з військом православних русинів і волохів (предків сучасних українців. румун) примчався для захисту Константинополя від турків. Він допомагає Мануїлу II Палеологу утвердитись на троні, відбудувати міські мури, захистити православні святині в Царгороді від нападу мусульман. За цей лицарський і духовний подвиг Вселенський Патріарх Антоній IV надає воєводі Драгу Томос (знаний як Грамота Вселенського Патріарха 1391 року), за яким Грушівський монастир де-юре стає духовним православним центром для всіх Карпат, а Драго-Саси отримують право призначати/рекомендувати екзархів в Карпатах і навіть у Галилицькій митрополії.
Забезпечивши монастир, Балица і Драг звернулися відтак з просьбою до Царгородського патріарха Антонія IV (1391—1397), щоб узяв Грушівський монастир під свою опіку, надаючи йому права ставропігії. Так ото патріарх Антоній IV грамотою від 14 серпня 1391 р., проголосив Святомихайлівський монастир у Грушеві ставропігіальним, тобто війнятим з-під влади місцевого єпископа й безпосередньо підпорядкований владі патріарха, а тодішнього ігумена грушівського монастиря Пахомія призначив своїм екзархом.
Ігумен Пахомій, бувши уповноваженим патріарха, набув широкі права як над духовенством, так і над вірними усіх церков, які знаходилися на розлогих посілостях згаданих воєвод Балиці та Драга. Він мав право видавати нові розпорядження щодо збереження порядку, розглядати й вирішувати спори поміж духовенством, як також посвячувати новопоставлені храми. Однак, не маючи єпископських свячень, він не міг висвячувати нових священиків чи дияконів.
Ставши осідком патріяршого екзарха, Грушівський монастир тим самим набув право архімандрії, а його настоятель, як архимандрит, міг користуватися деякими єпископськими відзнаками, тобто мітрою, жезлом та золотим нагрудним хрестом. Так ото Грушівський монастир, до певного часу став центральним монастирем Мараморощини і йому були підпорядковані ще й інші довколишні монастирі. Як знаємо, архімандрит Грушівського монастиря Симеон, у 1456 р. взяв під свою охорону два невеличкі монастирі у Сарвасові та Сопунці, що були пограбовані жителями близького коронного міста Довге Поле. За його інтервенцією король, перевіривши дану справу, наказав довгопільській громаді повернути згаданим монастирям їхні незаконно загарбані землі. Воєвода Драг був страчений етнічним німцем Сигизмундом Люксембургом — кровавим катом хорватського лицарства, в 1402 р.(під приводом незаконного захоплення маєтку дрібного волоха, вражені такою жорстокою помстою постраждалі письмово відмовились від майна страченого воєводи Драга, а насправді за похід 1391 року і розбудову православ'я в Карпатах), а його брат Балица помер 1404 р. Однак сини Балиці затвердили Грушівському монастиреві всі подаровані йому посілості (три села та один млин) і так надалі опікувалися ним на основі права ктиторства. Та на жаль, у половині XV ст. усі нащадки воєводів Драга і Балиці, шукаючи кращих умов життя, покинули Мараморош і переселилися на низину Угорщини, де вони ще сто років боролись за справедливість, за замок Нелаб, рідні ниви і православну віру. Ще потрібно достеменно вияснити, чи вони дійсно вигоріли в боротьбі з турками і німцями/австрійцями, чи змадяризувалися. Тим самим, Грушівський монастир утратив своїх відданих покровителів, як теж і значну частину дарованих йому посілостей.
Втративши своїх покровителів, Грушівський монастир став безборонним, тож ворожо наставлені сусіди, почали напосідатись на монастир та його добра. Найбільшої шкоди монастиреві завдавали мадярські феодали сусіднього коронного міста Довге Поле, які незадовго присвоювали собі монастирські посілості та, раз у раз, нападали й нищили монастир та забирали все, що тільки їм попало під руки. Часто доходило до кровопролиття. Тож грушівський архимандрит не мав іншого виходу, як тільки шукати допомоги у самого короля. На жаль бувало й так, що й сам король не мав змоги оборонити монастир з його посілостами. Так ото довгопільські громадяни, майже ціле століття, допускалися насильства та різних злочинів проти монастиря і монашої братії.
Наприкінці XV ст., став опинився під загрозою навіть і сам ставропігійський ювілей монастиря. Після того, як король Володислав ІІ 1491 р. затвердив Мукачівським єпископом «за старинним звичаєм» Івана, то він, знехтувавши патріарші права Грушівського монастиря, старався підпорядкувати собі теж і всі марамороські парафії, як це було давніше. Тож тодішній грушівський архімандрит Іларій, щоб забезпечити за собою права патріаршого екзарха, звернувся до самого короля. Король Владислав ІІ, у 1494 р. затвердив надані Іларієві права патріярхом, однак з тією умовою, що як Іларій, так і його наступники, «зобов'язані виявляти Мукачівському єпископові належну підлеглість і слухняність». Тут історик Лучкай зауважує: «Із цієї грамоти видно, що король Володислав таки підпорядкував Мараморош Мукачівському єпископу».
Після того як єп. Іван, не звертаючи уваги на королем затверджені патріарші привілеї Грушівського монастиря, намагався й далі відбирати єпископські данини (т. зв. катедратик) теж від парафій, підлеглих архимандриту Іларію як екзарху, то Іларій 1498, знову звернувся до короля про допомогу. Цього разу, король Володислав ІІ рішив особисто розглянути суперечку між архимандритом Іларієм і єпископом Іваном. Чим закінчилася ця справа, через брак відповідних документів, нам невідомо. Однак, врешті-решт, Мукачівський єпископ таки добився свого, бо 1551 р. король Фердинанд І признав його владу над цілим Марамороським комітатом і тим самим і над Грушевським монастирем. Так ото Святомихайлівський монастир у Грушеві втратив свої патріарші привілеї ставропігії і був уповні підпорядкований Мукачівському єп. Василієві. Це ясно виходить з декрету графа Юрія Баторі, власника Бичківської домінії, до якої у той час належало теж і Грушево, від 19 лютого 1556 р. Приблизно у тому часі був знищений Мукачівський монастир, тож Баторі, передав тогочасному Мукачівському єп. Іларіонові на перебування Грушевський монастир з усіма його посілостями. Так ото Грушівський монастир був остаточно позбавлений патріарших привілеїв і зістав під володінням Мукачівських єпископів аж до повного його знищення під час повстання Текелі, біля 1680 р.
Грушівський монастир був не тільки духовним центром церковного життя Мараморощини на основі привілеїв ставропігії, але теж важливим культурним осередком цілого Закарпаття. Тут здавна існувала монастирська школа, тут монахи пильно трудилися над приготуванням богослужебних книг. Тут, за народним переданням, вже з давніх-давен існувала слов'янська друкарня. Тож і не дивно, що знаний закарпатський історик М. Лучкай († 1843 р.), у половині XIV ст. визнав існування Грушівської друкарні — дійсним. Після нього вже цілий ряд науковців виразно признає, що існування друкарні в Грушівському монастирі, це не якась там собі байка, але історична дійсність. Є згадки, що в історії румунської літератури, Грушівська друкарня займала видне місце: заходами й коштом семигородського князя Юрія І Ракоці (George Rakoczy 1631—1638 рр.), у цій друкарні видано першу волоську книгу − переклад Нового Завіту. Так як в монастирі діяла школа для оволодіння майтерністю каліграфії, тут були вперше скопійовані та перекладені на румунську мову «Псалтирь», «Євангеліє» та «Діянна Апостолів». У XVII столітті, монастир перетворився на центр першодрукарства «руською» мовою на Закарпатті. Його заснував Фіоль Швайпольт — слов'янський першодрукар, який у 1483—1491 рр. видав у Кракові перші східно-слов'янські книги кириличним шрифтом.
В селі Грушеве був один із центрів культури та духовності, у якому колись було започатковано книгодрукарство в Україні (цей факт довели історики); із Грушевського монастиря поширювалась справа, заснована Кирилом і Мефодієм. Всі експонати збиралися протягом багатьох років, а їх кількості вистачило б, мабуть, на десятки виставкових зал. Деякі з них — унікальні та могли б стати прикрасою будь-якого столичного музею. Серед них: рукопис «Євангеліє» 600-річної давнини, старовинна церковна чаша, ікона закарпатської школи живопису, перші українські гривні, рідкісні марки різних країн тощо. Крім того, у музеї зібрано більше 200 зразків одягу, в основному гуцульського, 250 рушників ручної роботи, прялки, більшість предметів побуту (бочки, кувшини, розписний посуд). Та кожна з цих речей унікальна, орнаменти та вишиті мотиви не повторюються. В цілому експонати розділено на 12 груп — в залежності від тематики.

### Церква Благовіщення пр. Богородиці. 1883.
У 1751 р. згадують дерев'яну церкву Успіння Пр. Діви Марії, з вежею та двома дзвонами, прикрашену всіма образами, а на одні святкові ризи треба було 100 ринських. У 1801 р. йдеться про дерев'яну церкву в доброму стані, забезпечену всіма атрибутами.
Теперішня церква — типова мурована базиліка. Всередині над входом датою спорудження вказано 1883 p., хоча фігурує також дата 1890 р. Майстерно зроблені двері мають напис на верхній частині зсередини: «Катринець Василь куратор | Двирі чинив Поповичъ Димитріи и Сируга ми…галь». Після повалення Карпатської України парох Грушева Карло Купар та п'ять селян були розстріляні угорськими агресорами. Це сталося 19 березня 1939 р. в урочищі Кевелів біля села Кваси.
Інтер'єр церкви перемальовано в 1992 р. Поверх старих ікон гарно різьбленого іконостаса наклеєно нові ікони на полотні. У церкві зберігається частина стовбура 150-річної яблуні, розколовши яку 17 грудня 1997 р., житель села побачив на обох половинах чітке зображення хреста.

## Присілки
Кічера
Кічера — колишнє село в Україні, в Закарпатській області[джерело?].
Обєднане з селом Грушево
Згадки: 1892: Kusira, 1898: Kusira, 1907: Kicsera, 1913: Kicsera

Потоки
Потоки — колишнє село в Україні, в Закарпатській області[джерело?].
Обєднане з селом Грушево
Згадки: 1855: Potoicz, 1892: Potoczi, 1898: Potoczi, 1907: Nápotoczi , 1913: Nápotoczi .

## Тут народилися
- Крулько Іван Іванович — український політичний та громадський діяч.
- Жигайло Денис Володимирович — голова ревізійної комісії ДДПУ ім. Франка, заступник голови профбюро ІФМЕІТу, учасник команди квн «3D»
- Мацола Роман Миколайович — український політик, громадський діяч, меценат, народний депутат України, засновник Громадської організації «Інститут солідарності громад».

## Туристичні місця
- краєзнавчий народний музей «Сріберна Земля» ім. Василя Тегзи;
- храм Благовіщення пр. Богородиці (датований 1883 р.);
- Грушівський Архангела Михаїла чоловiчий монастир.